# Nebria purpurata
Nebria purpurata är en skalbaggsart som beskrevs av Leconte 1878. Nebria purpurata ingår i släktet Nebria och familjen jordlöpare. Inga underarter finns listade i Catalogue of Life.